# مايكو (إيواته)
مدينة مايكو (بالإنجليزية: Miyako)‏ هي أحد المدن التابعة لمحافظة إيواته. تأسست رسميًا في 06/06/2005. ويقدر عدد سكانها بـ 58342 نسمة حسب تقدير مكتب الإحصاء الياباني لعام 2012. تبلغ مساحة مايكو 696.82 كم2. بكثافة سكانية تبلغ 83.7 نسمة/كم2.

## المناخ
يظهر الجدول التالي التغييرات المناخية على مدار السنة لمايكو:
| البيانات المناخية لـمايكو           | البيانات المناخية لـمايكو | البيانات المناخية لـمايكو | البيانات المناخية لـمايكو | البيانات المناخية لـمايكو | البيانات المناخية لـمايكو | البيانات المناخية لـمايكو | البيانات المناخية لـمايكو | البيانات المناخية لـمايكو | البيانات المناخية لـمايكو | البيانات المناخية لـمايكو | البيانات المناخية لـمايكو | البيانات المناخية لـمايكو | البيانات المناخية لـمايكو |
| الشهر                               | يناير                     | فبراير                    | مارس                      | أبريل                     | مايو                      | يونيو                     | يوليو                     | أغسطس                     | سبتمبر                    | أكتوبر                    | نوفمبر                    | ديسمبر                    | المعدل السنوي             |
| ----------------------------------- | ------------------------- | ------------------------- | ------------------------- | ------------------------- | ------------------------- | ------------------------- | ------------------------- | ------------------------- | ------------------------- | ------------------------- | ------------------------- | ------------------------- | ------------------------- |
| الدرجة القصوى °م (°ف)               | 18.9 (66.0)               | 21.3 (70.3)               | 24.2 (75.6)               | 32.1 (89.8)               | 32.9 (91.2)               | 35.9 (96.6)               | 37.3 (99.1)               | 37.2 (99.0)               | 34.3 (93.7)               | 30.0 (86.0)               | 26.9 (80.4)               | 23.2 (73.8)               | 37.3 (99.1)               |
| متوسط درجة الحرارة الكبرى °م (°ف)   | 4.9 (40.8)                | 5.1 (41.2)                | 8.3 (46.9)                | 14.3 (57.7)               | 18.4 (65.1)               | 20.5 (68.9)               | 23.9 (75.0)               | 26.4 (79.5)               | 23.1 (73.6)               | 18.5 (65.3)               | 13.2 (55.8)               | 7.8 (46.0)                | 15.4 (59.7)               |
| المتوسط اليومي °م (°ف)              | 0.3 (32.5)                | 0.4 (32.7)                | 3.3 (37.9)                | 8.7 (47.7)                | 13.0 (55.4)               | 16.0 (60.8)               | 19.8 (67.6)               | 22.2 (72.0)               | 18.8 (65.8)               | 13.3 (55.9)               | 7.8 (46.0)                | 3.1 (37.6)                | 10.6 (51.1)               |
| متوسط درجة الحرارة الصغرى °م (°ف)   | −3.8 (25.2)               | −3.8 (25.2)               | −1.1 (30.0)               | 3.8 (38.8)                | 8.5 (47.3)                | 12.7 (54.9)               | 17.0 (62.6)               | 19.2 (66.6)               | 15.2 (59.4)               | 8.7 (47.7)                | 2.8 (37.0)                | −1.2 (29.8)               | 6.5 (43.7)                |
| أدنى درجة حرارة °م (°ف)             | −17.3 (0.9)               | −15.1 (4.8)               | −14.6 (5.7)               | −7.3 (18.9)               | −1.5 (29.3)               | 1.6 (34.9)                | 4.9 (40.8)                | 9.6 (49.3)                | 3.7 (38.7)                | −2.9 (26.8)               | −7.0 (19.4)               | −13.4 (7.9)               | −17.3 (0.9)               |
| الهطول مم (إنش)                     | 60.6 (2.39)               | 60.1 (2.37)               | 82.1 (3.23)               | 100.6 (3.96)              | 93.9 (3.70)               | 116.4 (4.58)              | 159.0 (6.26)              | 171.3 (6.74)              | 213.7 (8.41)              | 125.7 (4.95)              | 80.1 (3.15)               | 64.8 (2.55)               | 1٬328 (52.28)             |
| متوسط تساقط الثلوج سم (إنش)         | 33 (13)                   | 55 (22)                   | 40 (16)                   | 3 (1.2)                   | 0 (0)                     | 0 (0)                     | 0 (0)                     | 0 (0)                     | 0 (0)                     | 0 (0)                     | 0 (0)                     | 16 (6.3)                  | 148 (58)                  |
| متوسط أيام هطول الأمطار (≥ 0.5 mm)  | 5.8                       | 6.1                       | 8.8                       | 8.6                       | 10.6                      | 11.2                      | 13.6                      | 11.7                      | 12.2                      | 8.8                       | 7.0                       | 5.6                       | 110.1                     |
| متوسط الرطوبة النسبية (%)           | 59                        | 62                        | 64                        | 66                        | 74                        | 84                        | 87                        | 85                        | 83                        | 76                        | 67                        | 62                        | 72                        |
| ساعات سطوع الشمس الشهرية            | 161.0                     | 152.9                     | 178.6                     | 189.3                     | 181.2                     | 149.4                     | 133.8                     | 160.6                     | 128.0                     | 155.2                     | 147.3                     | 147.4                     | 1٬882٫6                   |
| المصدر: Japan Meteorological Agency |                           |                           |                           |                           |                           |                           |                           |                           |                           |                           |                           |                           |                           |

## أعلام
- تاكيهيرو هوندا
- توشيو فوغيوارا